# Gaël Kakuta
Gaël Kakuta (født 21. juni 1991) er en fransk-congolesisk professionel fodboldspiller, som spiller for Ligue 2-klubben Amiens og DR Congos landshold.